# 부르키나파소의 행정 구역
부르키나파소의 행정 구역은 13개 주(région)로 구성되어 있으며 이들 주는 45개 현(province)으로 나뉜다. 이들 도는 301개 군(département)으로 나뉜다.

## 같이 보기
- 부르키나파소의 주
- 부르키나파소의 현